# Comisión México-Británica de Reclamaciones
Die Comisión México-Británica de Reclamaciones, englisch Great Britain and Mexican Claims Commission war ein zwischenstaatliches Schiedsgericht der Regierungen des Vereinigten Königreiches und der Vereinigten Staaten von Mexiko.
Am 19. November 1926 unterzeichneten Vertreter der Regierungen von Mexiko und des Vereinigten Königreichs ein Abkommen, das die Einrichtung einer Schiedskommission vorsah.
Alfred Rudolph Zimmermann wirkte von 1927 bis 1932 als Vorsitzender in dieser Anglo-Mexican Claims Commission. Benito Flores Martínez war von der mexikanischen Regierung beauftragt und wurde im Januar 1932 durch Genaro Fernández MacGregor abgelöst.
Bis 6. Dezember 1929 war Sir John H. Percival und danach William Henry Stoker von der britischen Regierung beauftragt.
Ähnliche Schiedsabkommen schloss Mexiko anlässlich der mexikanischen Revolution auch mit den Vereinigten Staaten (8. September 1923), Frankreich (25. September 1924) und dem Deutschen Reich (16. März 1925).